# 인가
|                        |
| 행정행위               |
| 행정행위의 분류        |
| 법률행위적 행정행위    |
| 하명 · 허가            |
| 면제 · 특허            |
| 대리 · 인가            |
| 준법률행위적 행정행위  |
| 확인행위 · 공증행위    |
| 통지행위 · 수리행위    |
| 성립요건               |
| 주체 · 내용            |
| 절차 · 형식            |
| 행정행위의 부관의 종류 |
| 조건 · 기한            |
| 부담 · 취소권 유보     |
| 법률효과의 일부배제    |

인가(認可)는 제3자의 법률적 행위를 행정청이 동의 · 승인의 형식으로 보충하여 그 법률상 효과를 완성시켜 주는 행정행위를 말한다. 인가제도는 공익과 밀접한 관련이 있는 타인의 법률행위에 행정주체가 관여하여 그 행위의 효력발생을 행정주체의 의사에 종속시키는 제도로서, 강학상의 인가는 실정법상 허가 · 면허 · 승인 등으로 다양하게 표현되고 있다.

## 인가의 대상
인가는 효력요건(유효요건)이므로, 인가의 대상이 되는 것은 반드시 법률행위(계약, 단독행위, 합동행위)이어야 하고, 사실행위는 인가의 대상이 되지 않는다. 이 경우에 법률행위는 공법상의 행위이거나 사법상의 행위이거나를 묻지 않는다.

## 인가의 형식
언제나 구체적 처분의 형식으로 행하여지며, 직접 법령에 의하여 행해지는 법규인가(法規認可)는 있을 수 없다.  인가는 특별한 규정이 없는 한 원칙적으로 일정한 사항을 기재한 문서로 해야 하는 요식행위이다.(행정절차법 제24조). 또한 인가는 당사자의 신청이 있는 경우에만 행하여지는 것이 원칙이다(쌍방적 행정행위, 협력을 요하는 행정행위).

## 인가의 성질
인가는 언제나 쌍방적 행정행위이므로 신청이 없는 인가나 수정인가는 특별한 규정이 없는 한 무효이다.(판례) 행정청은 인가신청에 대하여 인가를 할 것인지의 여부에 관하여서만 결정할 수 있으며 출원의 내용과 다른 수정인가는 인정되지 않는다.

## 인가의 효과
인가에 의하여 제3자의 법률적 행위의 효과가 완성되며 인가의 효과는 당해 법률행위에 대한 관계에서만 발생하고 원칙적으로 타인에게 이전되지 아니한다. 인가의 대상이 되는 기본행위는 인가가 있기 전에는 효력이 발생하지 않은 상태에 있다가 인가가 있으면 본래 행해진 시점에 소급하여 유효하게 된다.

## 무인가행위의 효력
무인가행위는 무효이며 강제집행이나 처벌의 문제를 발생시키지 않으며, 무인가행위에 대하여 법령에서 벌칙을 규정하고 있는 경우에는 허가와 인가의 성질을 모두 갖는다는 견해가 있다.

## 기본행위와 인가의 효력관계
인가의 대상이 되는 제3자의 법률적 행위(기본행위)가 불성립 또는 무효이면 인가가 있더라도 유효가 아니다(통설, 판례). 인가의 대상인 기본행위에 취소 원인인 하자가 있으면 인가가 있는 후에도 그 기본 행위를 취소할 수 있다(통설, 판례). 유효하게 성립된 인가라 할지라도 후에 기본행위가 취소 또는 실효되면 그에 대한 인가도 실효된다(통설, 판례).
민법상 재단법인의 정관변경에 대한 감독관청의 허가의 법적 성격은 인가이다.
인가의 대상이 되는 기본행위에 취소원인이 있는 경우에는 인가가 있은 후에도 그 기본행위를 취소할 수 있다.
인가처분에는 하자가 없고 기본행위에 하자가 있는 경우, 기본행위의 하자를 이유로 행정청의 인가처분의 취소를 구할 법률상의 이익이 없다.

## 판례
- 민법상 재단법인의 정관변경에 대한 감독관청의 허가의 법적 성격은 인가이다[1]
- 행정청의 사립학교법인 임원취임승인행위는 학교법인의 임원선임행위의 법률상 효력을 완성하게 하는 보충적 법률행위로서 강학상 인가이[2]
- 인가처분에 하자가 없고 기본행위에 하자가 있는 경우에 그 기본행위의 무효를 다투어야 하나, 기본행위의 무효를 이유로 인가처분의 취소 또는 무효확인을 구할 법률상 이익은 없다[3]
- 기본행위인 관리처분계획이 적법유효하고 보충행위인 인가처분 자체에만 하자가 있다면 그 인가처분의 무효나 취소를 주장할 수 있지만, 인가처분에 하자가 없다면 기본행위에 하자가 있다 하더라도 따로 그 기본행위의 하자를 다투는 것은 별론으로 하고 기본행위의 무효를 내세워 바로 그에 대한 행정청의 인가처분의 취소 또는 무효확인을 소구할 법률상의 이익은 없다[4]

## 같이 보기
- 행정